# Elvira Sorohan
Elvira Sorohan, née le 21 août 1934 à Vaslui (Roumanie) et morte le 12 avril 2023 à Iași (Roumanie) est une historienne et critique littéraire roumaine.

## Biographie
Elvira Sorohan est l'une des historiennes littéraires contemporaines les plus importantes de Roumanie.
Professeure à l'Université Alexandru Ioan Cuza de Iași, un livre In Honorem lui est dédié, signé par des importants parmi les critiques et historiens littéraires de Roumanie,. 
Au cours de sa carrière d'historienne et de critique littéraire, Elvira Sorohan a publié plusieurs études dans le magazine intitulé Convorbiri literare (Conversations littéraires). La plupart de ces études sont basées sur l'histoire de la littérature roumaine. Elle a également écrit sur des poètes contemporains tels que Sorin Cerin, avec la chronique littéraire: Un poète existentialiste du 21e siècle (Conversations littéraires, septembre 2015), pages 25 à 28,  ou Ioana Diaconescu, (Conversations littéraires, janvier, 2019) poètes qu'elle considère comme faisant partie de l'histoire de la littérature roumaine. Elvira Sorohan a signé également des articles dans l'Observatoire culturel .
Elle meurt le 12 avril 2023,.

## Ouvrages
- Les Lumières en Transylvanie, Maison d'édition universitaire, Iaşi, 1974
- Cantemir dans le livre des hiéroglyphes, Ed. Minerva, Bucarest, 1978
- Hypostases de la révolte dans Heliade Rădulescu et Mihai Eminescu, Ed. Minerva, Bucarest, 1982
- Introduction aux travaux de Budai-Deleanu, Ed. Minerva, Bucarest, 1984
- Le Livre des Chroniques, Ed. Junimea, Iași, 1986
- Miron Costin. Permanences de la mentalité roumaine, Ed. Junimea, Iași, 1995
- Introduction à l'histoire de la littérature roumaine, Maison d'édition universitaire, Iași, 1998
- I.D. Serbe ou la souffrance de l'esprit captif, Ed. Junimea, Iași, 1999
- Narrateur et modélisation humaine dans le médiévalisme roumain (en collaboration), Ed. Junimea, Iași, 2000
- G. Călinescu en autoportrait. Quelques lectures en palimpseste, Timpul Publishing House, Iasi, 2007

## Prix littéraires
- Prix de l'Association des écrivains - Iasi, pour la critique littéraire et l'histoire, 1978 [9]

- Prix de l'Association des écrivains - Iasi, pour l'histoire littéraire, 1998
- Prix de la critique littéraire du magazine Convorbiri literare, 2000
- Prix Opera Omnia de l'Union des écrivains roumains - Iasi Branch, 2009